# Okinawa soba

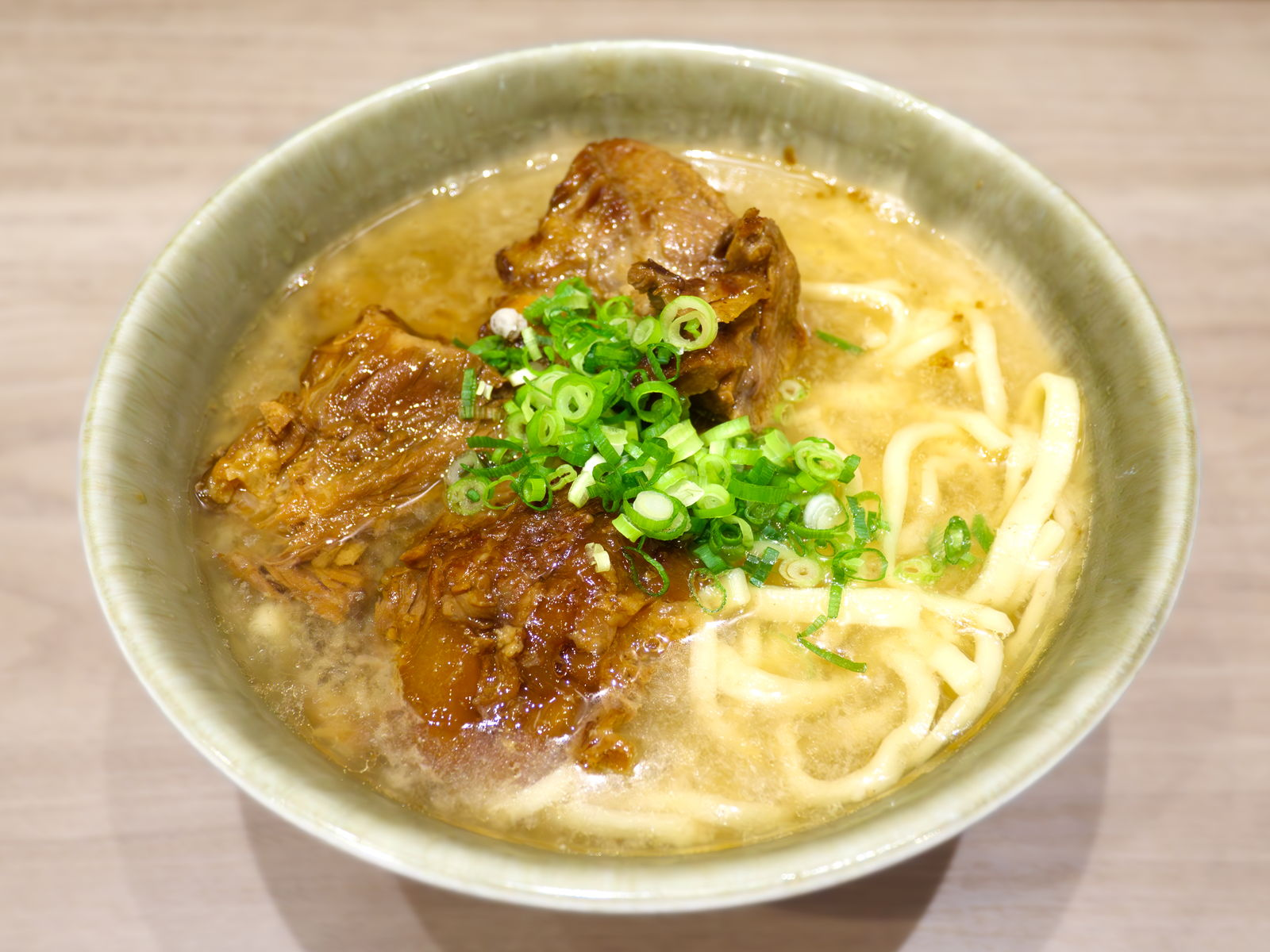
Okinawa soba.

Okinawa soba (沖縄そば?) es un tipo de sopa de fideos muy popular en Okinawa. En Okinawa se denomina simplemente como soba o suba, sin embargo se denomina así a diferentes clases de fideos elaborados con harina de trigo, conocidos genéricamente como soba en el resto de Japón. La versión más fina de estos fideos se denomina udon, mientras que la sopa con la que se elaboran es más similar a un ramen.

## Características
Los fideos de esta sopa tienden a ser de sección circular en las islas Yaeyama, y en resto del archipiélago de Okinawa suele ser más plano. Se suele servir con un caldo saborizado con konbu (alga marina comestible), katsuobushi y cerdo.  
Los toppings estándares son el kamaboko (pastel de pescado), cebollinos picados y una rodaja de tripa de cerdo (三枚肉 san-mai niku?) o costillas de cerdo sin hueso (ソーキ sōki?), y generalmente decoradas con beni shōga (jengibre encurtido). Como ingrediente extra, se suele verter unas gotas de kōrēgūsu (高麗胡椒 コーレーグース?,  "pimentón coreano"), que consiste en chilis en remojo con awamori (licor de arroz).

## Variedades
Las variedades del Okinawa soba incluyen: 
- Sōki soba (ソーキそば?) - cubierto con costillas de cerdo, conocido como sōki en okinawense.
- Tebichi soba (てびちそば?).